# Nolann Mahoudo
Nolann Mahoudo (* 17. November 2002 in Loudéac) ist ein französischer Radrennfahrer, der vorwiegend auf der Straße aktiv ist.

## Sportlicher Werdegang
Nach dem Wechsel in die U23 wurde Mahoudo zunächst Mitglied im Veloclub Pays de Loudéac. Nach einem Einsatz als Stagiaire beim Team B&B Hotels-KTM im Jahr 2022 wurde er zur Saison 2023 Mitglied im französischen UCI Continental Team CIC U Nantes Atlantique. Herausragendes Ereignis in der Saison 2023 war die Tour de Bretagne Cycliste, bei der er die vierte Etappe gewann und Zweiter der Gesamtwertung wurde.
Zur Saison 2024 erhielt Mahoudo einen Vertrag beim UCI WorldTeam Cofidis. Bestes Ergebnis in der Debütsaison war der achte Platz bei der Tour du Finistère.

## Erfolge
2023
- eine Etappe und Nachwuchswertung Tour de Bretagne Cycliste